# Bruinkeellelvliegenvanger
De bruinkeellelvliegenvanger (Platysteira cyanea) is een zangvogel uit de familie Platysteiridae (lelvliegenvangers).

## Kenmerken
De vogel is 13 cm lang en weegt 12 tot 17 gram. Het is een zwart-witte vogel met een opvallend felrood lelletje (vandaar lelvliegenvanger) boven het oog. Het mannetje is zwart met een blauw op de kop, de mantel en de staart. De vleugels zijn zwart met een brede witte vleugelstreep. De buik, borst en keel zijn wit, met over de borst een brede, ook weer een blauwzwarte band. De snavel en poten zijn ook zwart. Het vrouwtje is iets doffer zwart en heeft een kastanjebruine band over de keel en de borst.

## Verspreiding en leefgebied
Deze soort komt voor in westelijk en centraal Afrika en telt drie ondersoorten:
- P. c. cyanea: van Senegal en Gambia tot noordwestelijk Angola.
- P. c. nyansae: van de Centraal-Afrikaanse Republiek en Congo-Kinshasa tot zuidwestelijk Zuid-Soedan en westelijk Kenia.
- P. c. aethiopica: zuidoostelijk Zuid-Soedan en zuidelijk Ethiopië.

Het leefgebied bestaat uit diverse typen bos. De vogel mijdt dicht tropisch regenwoud en houdt zich op bij open plekken in het bos, in bos langs rivieren of in bossavanne. Verder in montaan bos tot maximaal 3000 m boven de zeespiegel (in Ethiopië), grote tuinen en mangrovebos.

## Status
De grootte van de populatie is niet gekwantificeerd. Men veronderstelt dat de soort in aantal stabiel is. Om deze redenen staat de bruinkeellelvliegenvanger als niet bedreigd op de Rode Lijst van de IUCN.